# Protiro settentrionale basilica di Santa Maria Maggiore
Il protiro settentrionale della basilica di Santa Maria Maggiore di Bergamo è stato realizzato da Giovanni da Campione tra il 1351 e il 1353 ed è conosciuto come “protiro dei leoni rossi”

## Storia e descrizione
La basilica mariana presenta un protiro sul lato a nord detto dei “leoni rossi” e quello a sud detto dei “leoni bianchi.”
Il protiro con tutti i suoi elementi, è ricco, come d'uso nel medioevo, di simbologia che non sempre è facile da individuare e comprendere ma che alla sua esecuzione furono molto attenti i realizzatori dell'opera. Il protiro si sviluppa su tre ordini architettonici che si sovrappongono.
Secondo alcuni studi Giovanni da Campione non fu l'esecutore ma il progettista di tutto il manufatto, forse il solo lavoro a lui assegnato è sant'Alessandro a cavallo posto sul loggiato superiore. Il Baroni nel 1944 considerò la statua raffigurante san Vincenzo "la restituzione tardogotica di altro esemplare pertinente al ciclo".
Già alla fine del Trecento l'opera ebbe bisogno di alcuni restauri a causa di alcuni danni causati da un ciclone, che furono eseguiti dall'orafo e cesellatore Andriolo de' Bianchi, nel 1396-1398.

### Dieci gradini
La basilica mariana di Bergamo non ha una vera facciata, e i tre ingressi sono posti tutti lateralmente, uno sul lato a settentrione che si affaccia su piazza del Duomo e due sul lato meridionale sull'antica piazza delle Rosate. L'ingresso maggiore posto sul lato nord, è stato realizzato dal ticinese Giovanni da Campione, l'artista pose la sua firma sulla mensola sinistra indicandosi come civis Pergami e presenta due leoni stilofori scolpiti in Marmo rosso di Verona che reggono le colonne del protiro, questi sono simili a quelli presenti nelle basiliche di Modena, Fidenza Piacenza e Cremona con alcune modifiche.
L'ingresso è accessibile da una gradinata composta da dieci gradini posti in sequenza di bianchi e neri a indicare il cammino che ogni credente deve compiere durante la sua vita, incontrando quindi periodi luminosi e avvolti dal bene altri difficili e bui avvolti dal male. Era quindi un passaggio obbligato di ogni credente che voleva avvicinarsi alla chiesa. La gradinata si compone dai primi sette gradini e successivi altri tre.  I primi sette sono la raffigurazione iconografica dei giorni della settimana, mentre i successivi tre indicano il mistero trinitario di Dio. Nel medioevo era considerata la scienza dei numeri, base di tutte le scienze, diventando il numero il simbolo dello spirito delle cose, sant'Agostino scrisse che Dio era l'architetto supremo e che aveva creato il mondo e tutto il suo universo grazie alle leggi numeriche. Veniva infatti nel Medioevo raffigurato Cristo con in mano un compasso nell'atto di misurare il mondo. Quindi il credente per entrare nella basilica mariana prima saliva i sette gradini della vita terrena e i tre gradini del cielo.

### Leoni stilofori

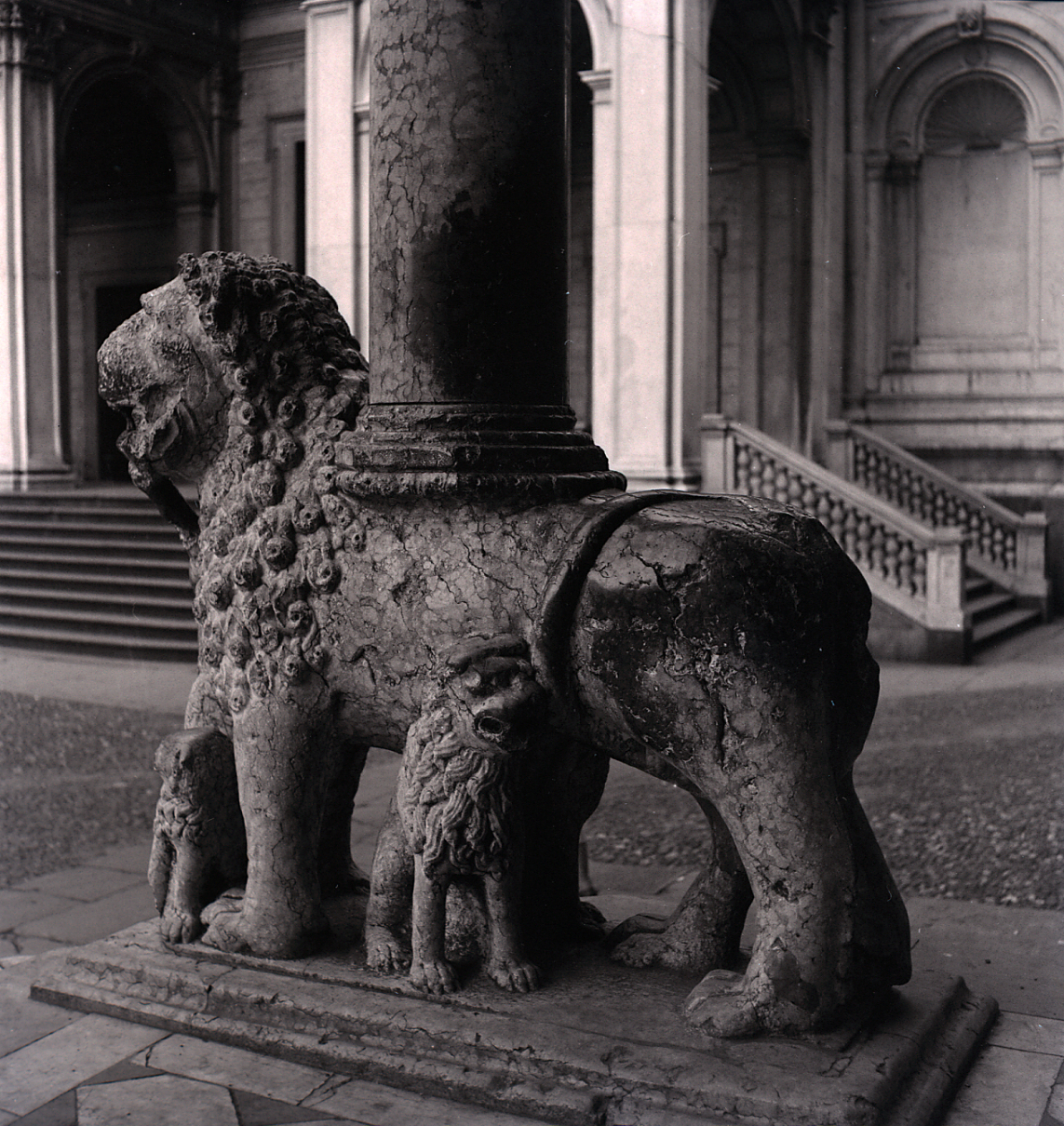
Paolo Monti - Leone in marmo rosso di Verona

La presenza di leoni di fronte all'ingresso delle chiese ha una forte simbologia, vi era infatti la credenza citata anche da sant'Agostino che i leoni dormivano con gli occhi aperti, così come i loro piccoli nascevano con gli occhi aperti, avevano quindi la caratteristica di essere sempre attenti e vigili, per questo motivo vengono inseriti in molte altre situazioni. La presenza di due leoni ha una valenza maggiore, indicano infatti quella che è ritenuta l'ambiguità di Cristo: l'essere buono e misericordioso con i buoni e inesorabile con i malvagi. Questa considerazione era stata inserita anche nel Deuteronomio. I leoni venivano inseriti agli ingressi delle grandi chiese quali garanti di giustizia, veniva infatti chiamato “inter leones” il priore che quando amministrava la giustizia della località che sedeva tra i due leoni.
Il leone posto a sinistra ha di fronte l'immagine di un uomo che pare volerlo domare, sotto l'animale vi sono nascosti i piccoli che lo aiutano a sostenere il peso della struttura. Vi è inserito anche un cagnolino che tentando di attaccare il leone, si alza sulle zampe posteriori. Il leone posto a destra presenta due giovani uomini che con i leoncini aiutano la fiera a sostenere il protiro.

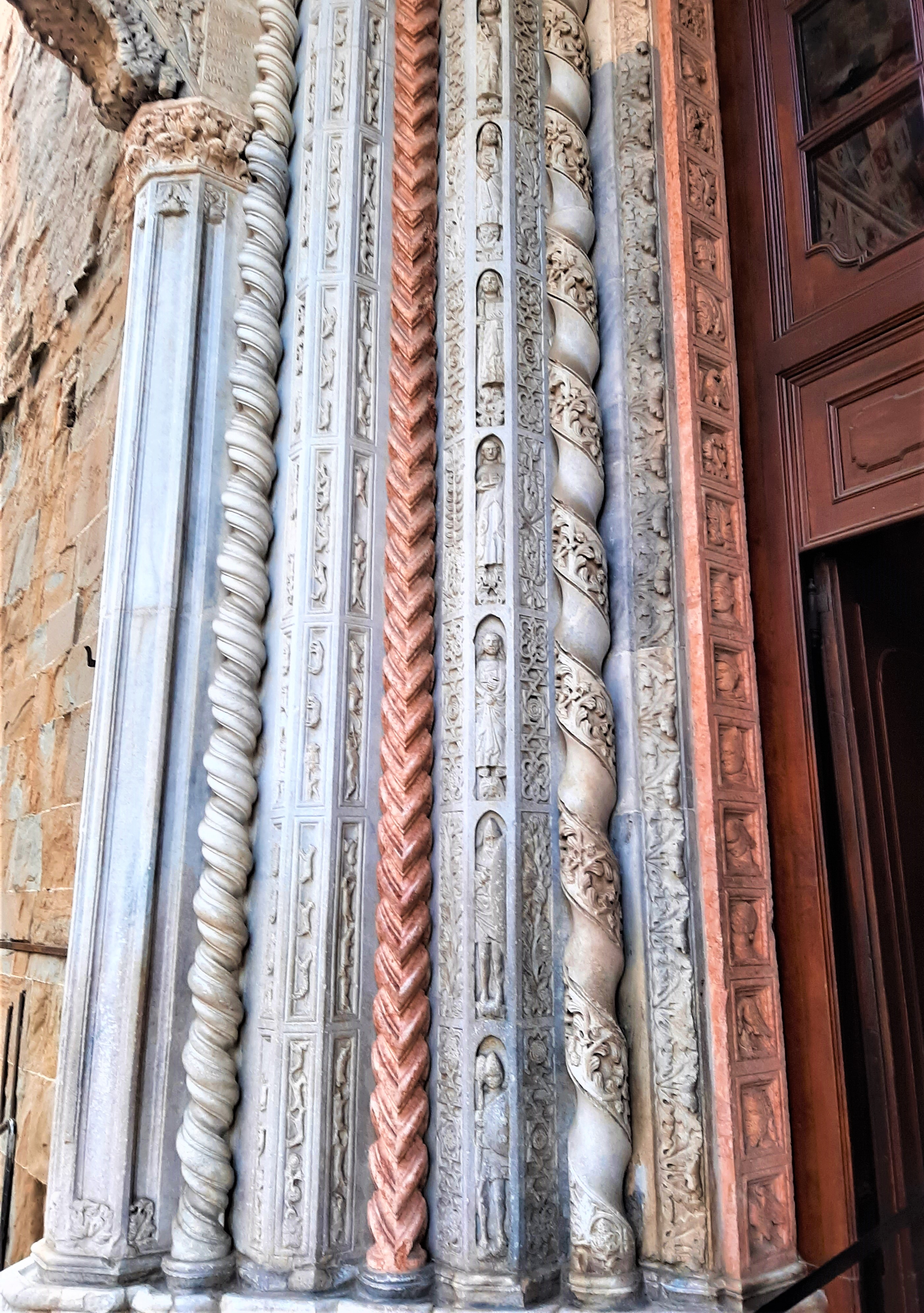
Particolare portale del protiro settentrionale

### Portale rivolto a nord
Il portale si presenta molto elaborato, e inizia con la raffigurazione di quattro militari armati posti a difesa del maligno, che è negli istinti animali nella natura dell'uomo e i dodici apostoli che presenta i libri del verbo aperti e chiusi. Seguono la raffigurazione di fiori, frutti campanule e gigli trinitari, indicano la potenza dell'albero della vita come l'albero è Cristo e la linfa lo Spirito. L'architrave presenta la raffigurazione centrale di Cristo con i dodici apostoli, diventando il simbolo più importante per il passaggio nella chiesa: Io sono la porta se qualcuno è entrato attraverso me sarà salvo (Giovanni 10,9.
Seve considerare che la chiesa era battesimale, al suo interno Giovanni da Campione aveva costruito, qualche anno prima, il battistero, poi posto sulla piazza del Duomo, il passaggio nella porta aveva anche un senso maggiore come inizio di una nuova vita, la vita del cristiano battezzato..
Sugli stipiti della porta vi sono delle formelle in marmo rosso di Verona ricche di simbologia. La raffigurazione delle aquile segno dell'ascensione e della Temperanza, virtù cardinale che ogni fedele dovrebbe mettere in pratica. Le aquile hanno un valore simbolico altissimo, rappresentano l'otto, numero della vita futura e delle Beatitudini con la rinascita a mezzo del battesimo, rappresentano inoltre i fedeli e i catecumeni che si affidano al Signore, e l'acqua del battesimo, fonte di eterna giovinezza. Vi sono inoltre immagini di personaggi di età differenti, di un uccellino che si ciba dei frutti dell'albero della vita, simbologia dell'anima che si nutre di frutti spirituali.

L'arco superiore o composto da dodici blocchi di marmo rosso che raccontano, da sinistra a destra, una scena di caccia con animali selvatici seguiti da otto cani, comandati da un cacciatore che suona il corno e lancia una picca. La caccia simboleggia la rinascita attraverso la morte, mentre la lancia nel medioevo veniva indicata come strumento di giustizia. Vi sono rappresentati un cane che addenta una lepre selvatica, e un cane un cinghiale, un altro cane sta mordendo un coniglio, coniglio e lepre essendo prolifici erano considerati animali che rappresentavano l'istinto carnale degli uomini, e un cervo corre piegando indietro la testa, questo simbolo del catecumeno. Vi sono raffigurati una leonessa e un leone nonché la lotta tra un cane e un orso. Questa raffigurazione racconta l'istinto animale che è in ogni uomo che deve morire per raggiungere la vita eterna. Nel centro dell'arco vi sono raffigurati una copia di leoni che guardano le scene di caccia alle loro spalle, riprendendo il significato di attenzione e giustizia: 
(san Girolamo)
Centrale vi è la raffigurazione di Cristo Pantocratore che tiene tre dita alzate della mano destra a indicare la presenza terrena visiva di Dio Padre. Le dita alzate a indicate le Trinità che si rivela agli uomini. La mandorla dal latino vescica piscis raffigura il principio teoretico dello spirito inserito nell'ordine divino punto d'unione tra il terreno e lo spirito. Nella raffigurazione Cristo è imberbe e le sue mani sono sproporzionate in grandezza rispetto al corpo, e de libro che tiene con la sinistra che pare molto piccolo. Identica raffigurazione è inserita all'interno sull'entrata della sagrestia, passaggio permesso solo ai prelati. Accanto vi sono due figure quadrilobate con due uccelli, un falco a destra che guarda il Cristo, e a sinistra un uccello rapace che tiene nel becco un piccolo uccello sua preda. Indicherebbero la vita, e la morte, i due opposti come il bene e il male e il Cristo figura di giudice che mostra il libro della rivelazione.

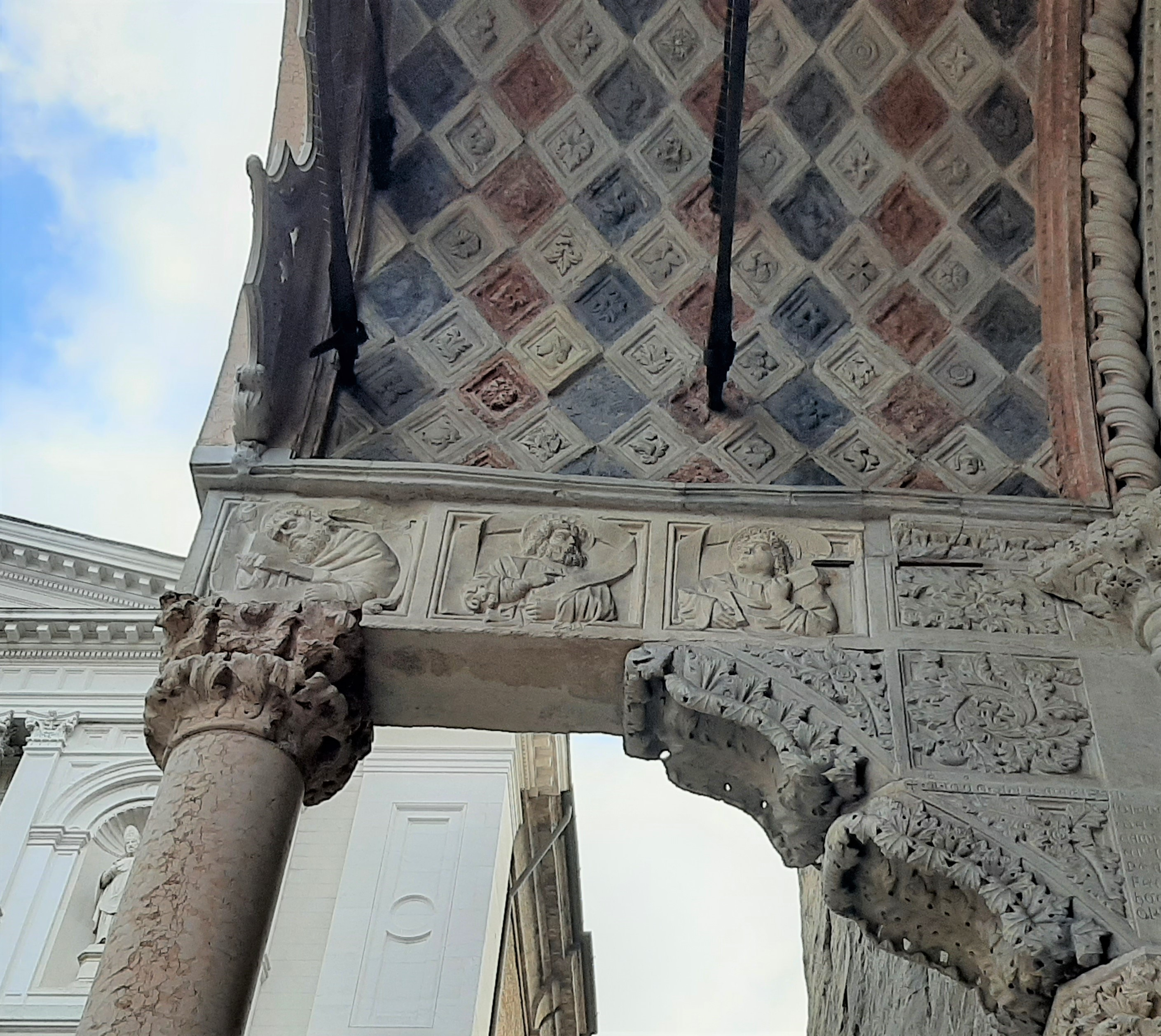
Particolare della parte superiore del protiro

Ulteriori scene di caccia sono inserite nelle strombature, con immagini di animali selvatici inseguiti da leoni, nonché lepri e cacciatori. In particolare vi è un cacciatore che punta l'arco con la freccia su due leoni, arco come simbolo fecondante della vita, forse raffigurazione di una ricerca di luce e di salvezza. Alcune stronbature presentano foglie e rami con frutta , da una formalle nasce una croce da un'altra la stella di David. 

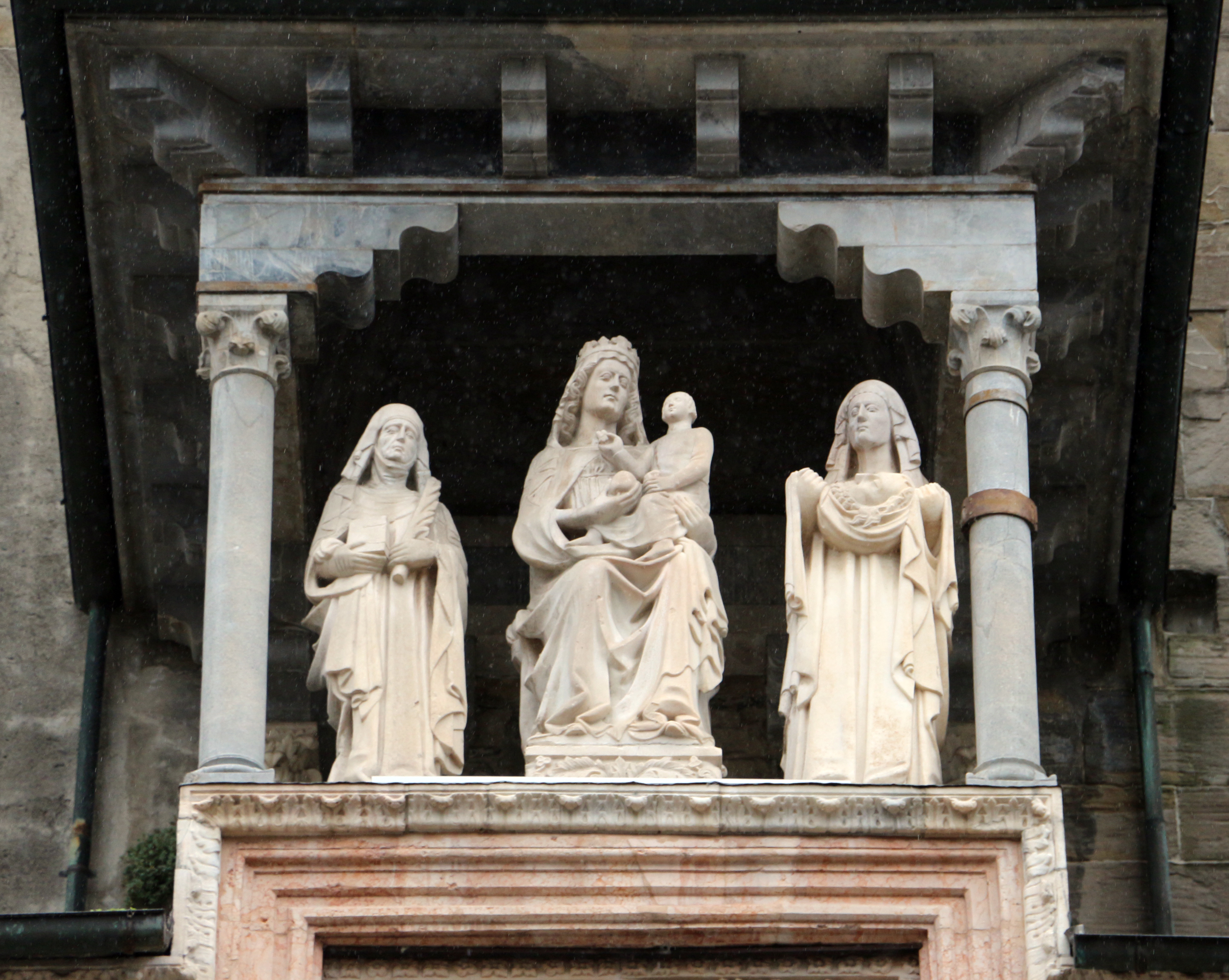
Giovanni da campione, protiro con la Madonna santa Esteria e santa Grata

L'imposta del voltone presenta alcune formelle. La prima raffigura la testa di un lupo che ringhia e un capro che bruca l'erba di un prato, tra di loro un vaso ricco di fogliame simbolo nel medioevo di risurrezione. Il significato è proprio in questo vaso che raffigura il “Vs Cristi” : Cristo, albero della vita, dona le sue foglie quale mezzo di resurrezione. L'iconografia degli animali ha molte sfaccettature, ogni animale infatti può raffigurare significati differenti. Sulla testata del voltone, quasi a sostenerlo, vi è la raffigurazione dell'annunciazione, a sinistra l'angelo annunciante, e a destra la Madonna annunziata. Nel Medioevo la raffigurazione voleva indicare l'atto spirituale che si trasforma in carne, un messaggio incorporale dell'angelo, quale parte visibile del mistero, che regge un giglio simbolo dello spirito che rende viva la materia.  L'incontro tra il mondo divino con la materia corruttibile dell'umano.

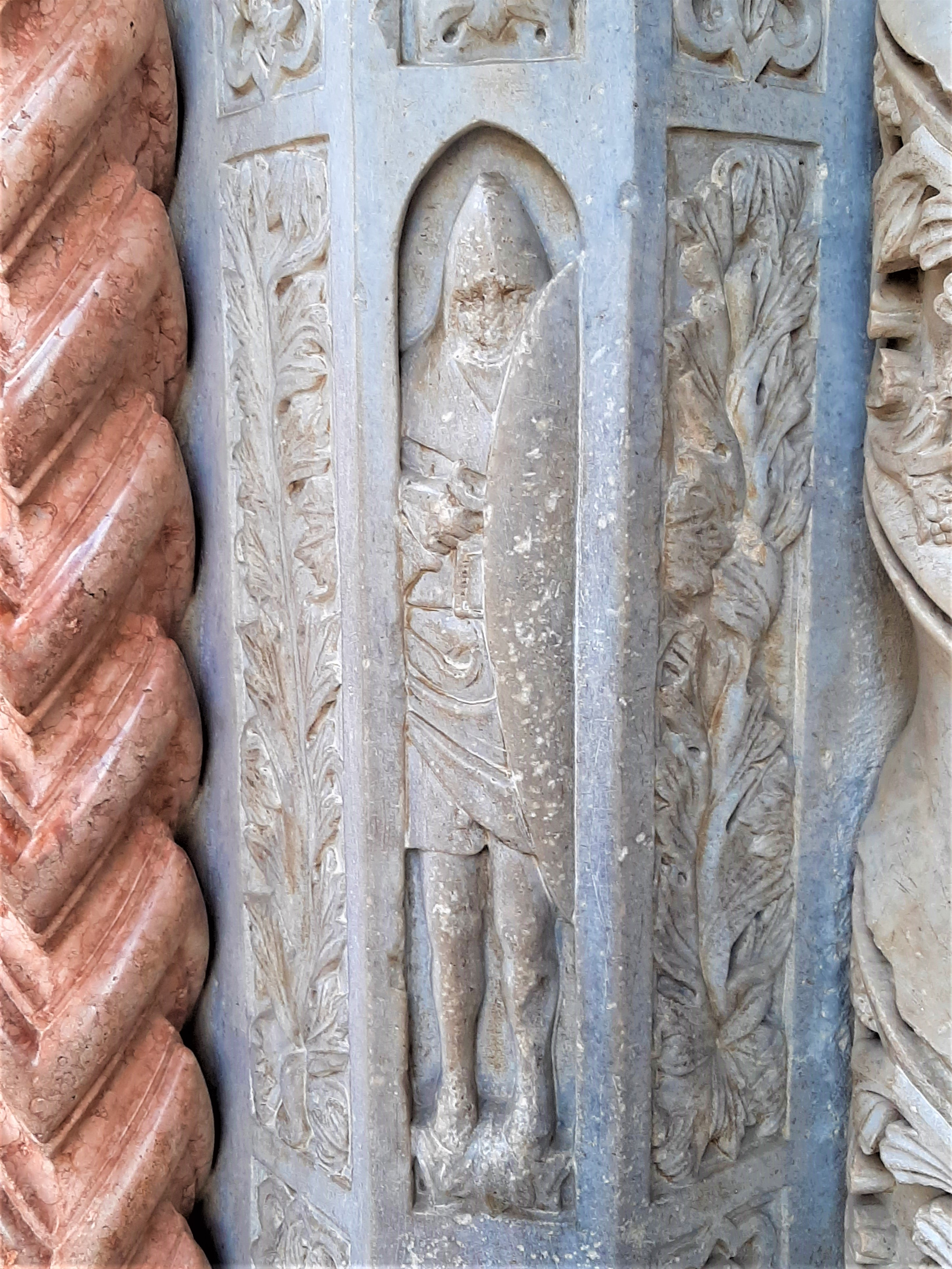
Particolare soldato armato

La loggia mediana del protiro, forse progettata proponendo quella del duomo di Cremona, o di Ferrara, conserva le statue di sant'Alessandro a cavallo, patrono di Bergamo, e accanto a lui san Barnaba e san Vincenzo compatrono di Bergamo e titolare dell'antica chiesa. Le statue sono state progettate e realizzate sempre da Giovanni da Campione, almeno il santo di Bergamo, e dalla sua bottega. Mentre la loggia superiore presenta le statue della Madonna col Bambino che regge il mondo, sant'Esteria e santa Grata compatrona di Bergamo, che regge il capo di sant'Alessandro.